# الکساندر (کوکتل)
الکساندر یک کوکتل متشکل از کنیاک، لیکور شکلات و خامه است. این کوکتل مربوط به اوایل قرن بیستم است. در اصل با جین درست می‌شد، اما نسخه مدرن آن با برندی ساخته می‌شود و براندی الکساندر نامیده می‌شود.

## تغییرات
قهوه الکساندر لیکور قهوه (مانند کالوا) را جایگزین کرم دکاکائو می‌کند. الکساندر آبی جایگزین بلو کاراسائو جایگزین کرم دکاکائو می‌شود. براندی الکساندر جین را جایگزین نوعی از برندی می‌کند اما انواع دیگری نیز از این کوکتل وجود دارد.